# Lac Onistagane
Lac Onistagane är en sjö i Kanada.   Den ligger i regionen Saguenay–Lac-Saint-Jean och provinsen Québec, i den östra delen av landet, 700 km nordost om huvudstaden Ottawa. Lac Onistagane ligger 436 meter över havet. Arean är 53 kvadratkilometer. Den sträcker sig 28,8 kilometer i nord-sydlig riktning, och 10,3 kilometer i öst-västlig riktning.
Trakten runt Lac Onistagane är nära nog obefolkad, med mindre än två invånare per kvadratkilometer.